# Prins af Wales
Prins af Wales (engelsk: Prince of Wales; walisisk: Tywysog Cymru; latin: Princeps Cambriae/Walliae) er en titel, som almindeligvis tildeles den engelske (siden 1707 britiske) tronfølger. Rettelig burde titlen oversættes som fyrste af Wales, men den forkerte oversættelse er med tiden blevet legio.
Prins William fik titlen af sin far Charles 3. af Storbritannien dagen efter dronning Elizabeth 2. af Storbritannien var død.

## Lister over Prinser af Wales

### Prins af Wales som walisisk titel
| Person | Navn                 | Arving til                      | Født          | Blev prins af Wales | Stoppet som prins af Wales             | Død                                    |
| ------ | -------------------- | ------------------------------- | ------------- | --- | -------------------------------------- | -------------------------------------- |
|        | Dafydd ap Llywelyn   | søn af Llywelyn ab Iorwerth     | c. April 1212 | 11. april 1240; første dokumenterede brug 1244                                                                                         | 25. februar 1246                       | 25. februar 1246                       |
|        | Llywelyn ap Gruffudd | N/A søn af Gruffydd ap Llywelyn | c. 1223       | Efterfulgte Dafydd i 1246 som prince af Gwynedd; brugte titel "prins af Wales" fra 1258; anerkendt af Henrik 3. den 29. september 1267 | 11. december 1282 dræbt i kamp         | 11. december 1282 dræbt i kamp         |
|        | Dafydd ap Gruffydd   | bror til Llywelyn ap Gruffudd   | c. 1238       | 11. december 1282 | 3. oktober 1283 henrettet i Shrewsbury | 3. oktober 1283 henrettet i Shrewsbury |

### Prins af Wales som titel til den engelske eller britiske heir-apparent
| Person | Navn                                                | Arving til   | Født               | Blev heir apparent | Blev prins af Wales   | Stoppet som prins af Wales                                                           | Død                               |
| ------ | --------------------------------------------------- | ------------ | ------------------ | ------------------ | --------------------- | ------------------------------------------------------------------------------------ | --------------------------------- |
|        | Edward af Carnarvon                                 | Edward I     | 25. april 1284     | 19. august 1284    | 7 February 1301       | 7 July 1307 satte sig på tronen som Edward II                                        | 21. september 1327                |
|        | Edward af Woodstock, den sorte prins                | Edward III   | 15. juni 1330      | 15. juni 1330      | 12. maj 1343          | 8. juni 1376 død                                                                     | 8. juni 1376 død                  |
|        | Richard af Bordeaux                                 | Edward III   | 6 January 1367     | 8. juni 1376       | 20 November 1376      | 22. juni 1377 satte sig på tronen som Richard II                                     | 14. februar 1400                  |
|        | Henry af Monmouth                                   | Henry IV     | 16. september 1386 | 30. september 1399 | 15. oktober 1399      | 21. marts 1413 satte sig på tronen som Henry V                                       | 31. august 1422                   |
|        | Edvard af Westminster                               | Henry VI     | 13. oktober 1453   | 13. oktober 1453   | 15. marts 1454        | 11. april 1471 far afsat                                                             | 4. maj 1471 død                   |
|        | Richard Plantagenet, 3. hertug af York              | Henry VI     | 21. september 1411 | 25 October 1460    | 31. oktober 1460      | 30. december 1460 død                                                                | 30. december 1460 død             |
|        | Edward af York                                      | Edward IV    | 4. november 1470   | 11. april 1471     | 26. juni 1471         | 9. april 1483 satte sig på tronen som Edward V                                       | 1483?                             |
|        | Edvard af Middleham                                 | Richard III  | 1473               | 26. juni 1483      | 24. august 1483       | 31. marts eller 9. april 1484 død                                                    | 31. marts eller 9. april 1484 død |
|        | Arthur Tudor                                        | Henry VII    | 20. september 1486 | 20. september 1486 | 29. november 1489     | 2. april 1502 død                                                                    | 2. april 1502 død                 |
|        | Henry Tudor                                         | Henry VII    | 28. juni 1491      | 2. april 1502      | 18 February 1504      | 21. april 1509 satte sig på tronen som Henry VIII                                    | 28. januar 1547                   |
|        | Edward Tudor                                        | Henry VIII   | 12. oktober 1537   | 12. oktober 1537   | –                     | 28. januar 1547 satte sig på tronen som Edward VI                                    | 6. juli 1553                      |
|        | Henry Frederick Stuart                              | James I      | 19. februar 1594   | 24. marts 1603     | 4. juni 1610          | 6. november 1612 død                                                                 | 6. november 1612 død              |
|        | Charles Stuart                                      | James I      | 19. november 1600  | 6. november 1612   | 4. november 1616      | 27. marts 1625 satte sig på tronen som Charles I                                     | 30. januar 1649                   |
|        | Charles Stuart                                      | Charles I    | 29. maj 1630       | 29. maj 1630       | declared c. 1638–1641 | 30. januar 1649 titlen opgivet; senere (1660) satte han sig på tronen som Charles II | 6. februar 1685                   |
|        | James Francis Edward Stuart                         | James II     | 10. juni 1688      | 10. juni 1688      | c. 4. juli 1688       | 11. december 1688 far afsat                                                          | 1. januar 1766                    |
|        | George Augustus                                     | George I     | 10. november 1683  | 1. august 1714     | 27. september 1714    | 11. juni 1727 satte sig på tronen som George II                                      | 25. oktober 1760                  |
|        | Frederick Louis                                     | George II    | 1. februar 1707    | 11. juni 1727      | 8. januar 1729        | 31. marts 1751 død                                                                   | 31. marts 1751 død                |
|        | George William Frederick                            | George II    | 4. juni 1738       | 31. marts 1751     | 20. april 1751        | 25. oktober 1760 satte sig på tronen som George III                                  | 29. januar 1820                   |
|        | George Augustus Frederick                           | George III   | 12. august 1762    | 12. august 1762    | 19. august 1762       | 29. januar 1820 satte sig på tronen som George IV                                    | 26. juni 1830                     |
|        | Albert Edward                                       | Victoria     | 9. november 1841   | 9. november 1841   | 8. december 1841      | 22. januar 1901 satte sig på tronen som Edward VII                                   | 6. maj 1910                       |
|        | George Frederick Ernest Albert                      | Edward VII   | 3. juni 1865       | 22. januar 1901    | 9. november 1901      | 6 May 1910 satte sig på tronen som George V                                          | 20. januar 1936                   |
|        | Edward Albert Christian George Andrew Patrick David | George V     | 23. juni 1894      | 6. maj 1910        | 23. juni 1910         | 20. januar 1936 satte sig på tronen som Edward VIII; senere (1937) hertug af Windsor | 28. maj 1972                      |
|        | Charles Philip Arthur George                        | Elizabeth II | 14. november 1948  | 6. februar 1952    | 26. juli 1958         | 8. september 2022 satte sig på tronen som Charles III                                | levende                           |
|        | William Arthur Philip Louis                         | Charles III  | 21. juni 1982      | 8. september 2022  | 9. september 2022     | Nuværende                                                                            | Nuværende                         |

Den længst siddende prins af Wales er var Charles III. Han er også den længst siddende heir apparent i britisk historie.